# Frits Staal
Johan Frederik Staal (Amsterdam, 3 novembre 1930 – Chiang Mai, 19 febbraio 2012) è stato un indologo e filosofo olandese.

## Vita
Dopo gli studi giovanili di matematica, fisica e filosofia presso la Università di Amsterdam, Johan Frederik Staal, universalmente poi noto col soprannome di Frits, continuò i suoi studi di filosofia indiana e sanscrito presso la Benares Hindu University e la University of Madras, dove si addottorò nel 1957.
Nella sua prolifica carriera Staal ricoprì numerosi incarichi universitari come professore ordinario e come professore associato presso diverse università: Londra, Pennsylvania, Amsterdam, Berkeley.
Frits Staal è stato, nel 1973, il fondatore nonché primo presidente del Department of South and Southeast Asian Studies.
Dopo il ritiro dell'insegnamento, nel 1991 Staal si trasferì nel nord della Thailandia, presso la città di Chiang Mai, con la sua compagna Wangchai. Ivi morì ventun anni più tardi.

## Impegno
Gli studi e le pubblicazioni di Frits Staal riguardano soprattutto la grammatica sanscrita, il misticismo e il rito, con particolare attenzione al periodo vedico.
Il suo approccio agli argomenti è stato caratterizzato dall'interdisciplinarità. La comparazione delle discipline della logica e della linguistica gli permise di evidenziare nel grammatico indiano Pāṇini (vissuto fra il VII e il III sec. a.e.v.) interessanti risultati sulla concezione che i grammatici indiani avevano della lingua sanscrita come metalinguaggio formale; risultati che sono poi stati riscoperti da studiosi moderni quali il logico Emil Post e il linguista Noam Chomsky con la sua grammatica generativa.
Nel 1975 Staal, con l'aiuto dei brahmani Nambūṭiri, organizzò nello stato del Kerala un antico sacrificio vedico, l'Athirathram, o Agnicayana. In Altar of Fire, egli filmò l'intera preparazione e la seguente cerimonia, producendo così una notevole testimonianza di questo rito antichissimo quanto solenne. Il suo intento, oltre che scientifico, era anche quello di aiutare i brahmani nel cercare di preservare le antiche tradizioni: il rito, della durata di dodici giorni, non era più attuato dal lontano 1956. Nell'intento di Staal questo significava dimostrare il trionfo dello spirito umano sui segni del tempo.

## Opere
- Advaita and Neoplatonism, University of Madras, 1961.
- Nambudiri Veda Recitation, The Hague, Mouton, 1961.
- Euclid and Pāṇini, Philosophy East and West, 1965.
- Word Order in Sanskrit and Universal Grammar, Reidel,  Dordrecht 1967.
- A Reader on the Sanskrit Grammarians, Cambridge, MIT, 1972.
- Exploring Mysticism. A Methodological Essay, Penguin Books; University of California Press, 1975.
- The Science of Ritual, Bhandarkar Oriental Research Institute, 1982.
- (con C. V. Somayajipad e Itti Ravi Nambudiri), AGNI - The Vedic Ritual of the Fire Altar, voll. I-II, Asian Humanities Press, 1983.
- The Stamps of Jammu and Kashmir, The Collectors Club, New York 1983.
- Universals. Studies in Indian Logic and Linguistics, University of Chicago, Chicago and London 1988.
- Rules Without Meaning. Ritual, Mantras and the Human Sciences, New York-Bern-Frankfurt am Main-Paris, 1989.
- Concepts of Science in Europe and Asia, International Institute of Asian Studies, Leiden 1993, 1994.
- Mantras between Fire and Water. Reflections on a Balinese Rite, Royal Netherlands Academy of Sciences/North-Holland,  Amsterdam 1995.
- "There Is No Religion There." in: The Craft of Religious Studies, Stone, St. Martin's Press, New York 1998, 52-75.
- Artificial Languages across Sciences and Civilizations, Journal of Indian Philosophy 34, 2006, 89-141.
- Discovering the Vedas: Origins, Mantras, Rituals, Insights, Penguin Books, India, 2008.